# Prowincja Al-Masila
Prowincja Al-Masila (arab. ولاية المسيلة, fr. Wilaya de M'Sila) – jedna z 48 prowincji Algierii, znajdująca się w północnej części kraju. 